# Уилкс, Майк (баскетболист)
Майк Уилкс (англ. Mike Wilks; род. 7 мая 1979, Милуоки, Висконсин) — американский профессиональный баскетболист и тренер. Является ассистентом главного тренера клуба НБА «Оклахома-Сити Тандер». Играл на позиции разыгрывающего защитника
атакующего защитника.

## Профессиональная карьера
Уилкс начал свою профессиональную карьеру как невыбранный на драфте 2001 года свободный агент. Его пригласили в тренировочный лагерь «Сакраменто Кингз», однако он был отчислен до начала сезона. Уилкс был выбран клубом «Мобил Ревелерс» в 12-м раунде драфта Д-Лиги НБА. Сыграв 6 игр за «Ревелерс», он перешёл в «Хантсвилл Флайт», где и закончил сезон. Будучи новичком в Лиге развития НБА, Майк выиграл приз за спортивное поведение Д-Лиги НБА сезона 2001/2002.
Уилкс начал сезон 2002/2003 в тренировочном лагере «Милуоки Бакс». Он снова был отчислен до начала регулярного сезона. Он вернулся в «Хантсвилл Флайт» на сезон 2002/2003 Д-Лиги. 24 декабря 2002 года он подписал контракт с клубом НБА «Атланта Хокс», где он сыграл 6 игр, прежде чем был отчислен 7 января 2003 года. Затем он дважды подписывал десятидневный контракт с «Хокс» и сыграл еще 9 игр. Затем Уилкс подписал десятидневный контракт с клубом «Миннесота Тимбервулвз», который в дальнейшем превратился в полноценный контракт, по которому он сыграл в 31 из 32 последних игр за команду.
8 сентября 2003 года Уилкс подписал контракт с «Хьюстон Рокетс», где он сыграл 26 игр за сезон. Год спустя «Рокетс» обменяли Уилкса вместе с Эриком Пятковски и Эдрианом Гриффином в «Чикаго Буллз» на Дикембе Мутомбо, вскоре «Буллз» отчислили Уилкса. 26 октября 2004 Уилкс подписал контракт с «Сан-Антонио Спёрс», с которыми он выиграл титул чемпиона НБА в 2005 году, набирая в среднем 1,8 очка за игру в регулярном сезоне. Затем Уилкс подписал контракт с «Кливленд Кавальерс», где он сыграл 37 игр. Незадолго до дедлайна 2006 года «Кавальерс» обменяли Уилкса в «Сиэтл Суперсоникс» на Рональда Мюррея. Уилкс также играл в сезоне 2006/2007 в «Суперсоникс». Он сыграл 57 игр за 2 сезона за «Суперсоникс».
Перед сезоном 2007/2008 Уилкс присоединился к тренировочному лагерю «Денвер Наггетс». После того, как «Наггетс» отказались от него в октябре 2007 года, Уилкс всё же заново был подписан через четыре дня, после того как Чаки Эткинс получил травму. Майк был снова отчислен позже в ноябре и подписан «Вашингтон Уизардс» в декабре 2007 года. 29 февраля 2008 года «Соникс» подписали с Уилксом десятидневный контракт. После истечения срока контракта он не был продлён.
Уилкс подписал контракт с «Орландо Мэджик» 30 сентября 2008 года. В предсезонной игре 26 октября 2008 года Майк порвал переднюю крестообразную связку правого колена и пропустил весь регулярный сезон. Майк был обменян в «Мемфис Гриззлис» 19 февраля 2009 года. После ухода из «Мемфис Гриззлис» Уилкс был в тренировочном лагере «Атланты Хокс», но не был подписан на сезон. Майкл Уилкс подписал контракт с клубом «Оклахома-Сити Тандер» 26 ноября 2009 года. Он был отчислен из «Оклахомы» 22 декабря 2009 года, когда команда приобрела Эрика Мэйнора.
Последняя игра Уилкса в НБА состоялась 4 декабря 2009 года в проигранном со счётом 87–105 игре против «Бостон Селтикс», где он набрал 7 очков и 2 передачи, сыграв 21 минуту со скамейки запасных.
Уилкс носил номер 29 на протяжении всей своей карьеры в НБА (за исключением периода со «Спёрс», где он носил 11), как дань уважения игровой площадке «Milwaukee 29th Street», где он вырос, играя в баскетбол.
25 августа 2010 года он подписал контракт с чемпионом польской лиги «Ассеко Проком», но был отчислен в январе 2011 года.
В сезоне 2011/2012 Майк Уилкс был приглашён в тренировочный лагерь «Вашингтон Уизардс», но был отчислен перед регулярным сезоном.
В октябре 2012 года Уилкс присоединился к клубу «Оклахома-Сити Тандер» в качестве скаута. 28 декабря 2021 года Уилкс стал первым бывшим игроком «Тандер», возглавившим «Тандер», после того как главный тренер Марк Дэйно пропускал игру по протоколу безопасности от COVID-19.

## Статистика

### Статистика в НБА
| Сезон                                                                                    | Команда       | Регулярный сезон | Регулярный сезон | Регулярный сезон | Регулярный сезон | Регулярный сезон | Регулярный сезон | Регулярный сезон | Регулярный сезон | Регулярный сезон | Регулярный сезон | Регулярный сезон | Серия плей-офф | Серия плей-офф | Серия плей-офф | Серия плей-офф | Серия плей-офф | Серия плей-офф | Серия плей-офф | Серия плей-офф | Серия плей-офф | Серия плей-офф | Серия плей-офф |
| Сезон                                                                                    | Команда       | GP               | GS               | MPG              | FG%              | 3P%              | FT%              | RPG              | APG              | SPG              | BPG              | PPG              | GP             | GS             | MPG            | FG%            | 3P%            | FT%            | RPG            | APG            | SPG            | BPG            | PPG            |
| ---------------------------------------------------------------------------------------- | ------------- | ---------------- | ---------------- | ---------------- | ---------------- | ---------------- | ---------------- | ---------------- | ---------------- | ---------------- | ---------------- | ---------------- | -------------- | -------------- | -------------- | -------------- | -------------- | -------------- | -------------- | -------------- | -------------- | -------------- | -------------- |
| 2002/03                                                                                  | Атланта       | 15               | 7                | 24,3             | 35,8             | 35,3             | 72,4             | 2,7              | 2,8              | 1,1              | 0,1              | 5,7              | Не участвовал  | Не участвовал  | Не участвовал  | Не участвовал  | Не участвовал  | Не участвовал  | Не участвовал  | Не участвовал  | Не участвовал  | Не участвовал  | Не участвовал  |
| 2002/03                                                                                  | Миннесота     | 31               | 0                | 10,5             | 31,3             | 22,2             | 88,9             | 1,0              | 1,6              | 0,4              | 0,1              | 2,0              | 4              | 0              | 1,8            | 50,0           | 100,0          | -              | 0,0            | 0,0            | 0,0            | 0,0            | 0,8            |
| 2003/04                                                                                  | Хьюстон       | 26               | 0                | 5,6              | 47,2             | 60,0             | 83,3             | 0,6              | 0,7              | 0,1              | 0,0              | 1,9              | 2              | 0              | 2,5            | -              | -              | -              | 0,0            | 0,5            | 0,0            | 0,0            | 0,0            |
| 2004/05                                                                                  | Сан-Антонио   | 48               | 0                | 5,8              | 41,6             | 31,3             | 75,0             | 0,5              | 0,7              | 0,3              | 0,0              | 1,7              | Не участвовал  | Не участвовал  | Не участвовал  | Не участвовал  | Не участвовал  | Не участвовал  | Не участвовал  | Не участвовал  | Не участвовал  | Не участвовал  | Не участвовал  |
| 2005/06                                                                                  | Кливленд      | 36               | 0                | 6,8              | 28,8             | 14,3             | 50,0             | 0,8              | 0,5              | 0,2              | 0,0              | 1,2              | Не участвовал  | Не участвовал  | Не участвовал  | Не участвовал  | Не участвовал  | Не участвовал  | Не участвовал  | Не участвовал  | Не участвовал  | Не участвовал  | Не участвовал  |
| 2005/06                                                                                  | Сиэтл         | 10               | 0                | 10,5             | 38,7             | 20,0             | 65,5             | 1,2              | 1,4              | 0,6              | 0,0              | 4,4              | Не участвовал  | Не участвовал  | Не участвовал  | Не участвовал  | Не участвовал  | Не участвовал  | Не участвовал  | Не участвовал  | Не участвовал  | Не участвовал  | Не участвовал  |
| 2006/07                                                                                  | Сиэтл         | 47               | 4                | 11,4             | 46,8             | 33,3             | 78,6             | 1,1              | 1,7              | 0,3              | 0,1              | 3,6              | Не участвовал  | Не участвовал  | Не участвовал  | Не участвовал  | Не участвовал  | Не участвовал  | Не участвовал  | Не участвовал  | Не участвовал  | Не участвовал  | Не участвовал  |
| 2007/08                                                                                  | Денвер        | 8                | 0                | 15,2             | 43,5             | 40,0             | 100,0            | 1,5              | 0,8              | 0,6              | 0,0              | 3,0              | Не участвовал  | Не участвовал  | Не участвовал  | Не участвовал  | Не участвовал  | Не участвовал  | Не участвовал  | Не участвовал  | Не участвовал  | Не участвовал  | Не участвовал  |
| 2007/08                                                                                  | Вашингтон     | 4                | 0                | 11,1             | 50,0             | 50,0             | -                | 1,5              | 0,8              | 0,8              | 0,0              | 1,3              | Не участвовал  | Не участвовал  | Не участвовал  | Не участвовал  | Не участвовал  | Не участвовал  | Не участвовал  | Не участвовал  | Не участвовал  | Не участвовал  | Не участвовал  |
| 2007/08                                                                                  | Сиэтл         | 3                | 0                | 7,4              | 55,6             | 0,0              | 100,0            | 0,3              | 1,7              | 0,3              | 0,0              | 4,0              | Не участвовал  | Не участвовал  | Не участвовал  | Не участвовал  | Не участвовал  | Не участвовал  | Не участвовал  | Не участвовал  | Не участвовал  | Не участвовал  | Не участвовал  |
| 2009/10                                                                                  | Оклахома-Сити | 4                | 0                | 14,8             | 50,0             | 66,7             | 50,0             | 1,0              | 1,0              | 0,0              | 0,0              | 4,0              | Не участвовал  | Не участвовал  | Не участвовал  | Не участвовал  | Не участвовал  | Не участвовал  | Не участвовал  | Не участвовал  | Не участвовал  | Не участвовал  | Не участвовал  |
|                                                                                          | Всего         | 232              | 11               | 9,7              | 40,2             | 32,1             | 74,1             | 1,0              | 1,2              | 0,4              | 0,0              | 2,5              | 6              | 0              | 2,0            | 50,0           | 100,0          | -              | 0,0            | 0,2            | 0,0            | 0,0            | 0,5            |
| Наведите курсор мыши на аббревиатуры в заголовке таблицы, чтобы прочесть их расшифровку. |               |                  |                  |                  |                  |                  |                  |                  |                  |                  |                  |                  |                |                |                |                |                |                |                |                |                |                |                |

### Статистика в NCAA
| Сезон | Команда | Conf  | Class | GP  | GS | MPG  | FG%  | 3P%  | FT%  | RPG | APG | SPG | BPG | PPG  |
| --- | ------- | ----- | ----- | --- | -- | ---- | ---- | ---- | ---- | --- | --- | --- | --- | ---- |
| 1997/98 | Райс    | WAC   | FR    | 28  |    | 22,0 | 35,7 | 30,4 | 62,1 | 2,6 | 2,6 | 1,1 | 0,1 | 4,8  |
| 1998/99 | Райс    | WAC   | SO    | 28  |    | 34,5 | 39,1 | 27,6 | 68,8 | 4,4 | 4,1 | 2,0 | 0,4 | 8,2  |
| 1999/00 | Райс    | WAC   | JR    | 31  | 31 | 25,3 | 39,9 | 32,1 | 73,2 | 2,7 | 2,3 | 1,3 | 0,1 | 10,7 |
| 2000/01 | Райс    | WAC   | SR    | 30  | 29 | 37,1 | 43,8 | 38,6 | 78,1 | 4,9 | 3,0 | 2,0 | 0,3 | 20,1 |
| Всего | Всего   | Всего | Всего | 117 | 60 | 29,7 | 40,9 | 34,6 | 72,9 | 3,7 | 3,0 | 1,6 | 0,2 | 11,1 |
| Наведите курсор мыши на аббревиатуры в заголовке таблицы, чтобы прочесть их расшифровку Статистика приведена с сайта sports-reference.com |         |       |       |     |    |      |      |      |      |     |     |     |     |      |

### Статистика в других лигах
| Сезон | Команда       | Лига             | GP | GS | MPG  | FG%  | 3P%  | FT%   | RPG | APG | SPG | BPG | PFL | TOV | PPG |
| --- | ------------- | ---------------- | -- | -- | ---- | ---- | ---- | ----- | --- | --- | --- | --- | --- | --- | --- |
| 2007/08 | Сиена         | Чемпионат Италии | 3  | 0  | 16,3 | 25,0 | 0,0  | 100,0 | 3,7 | 1,7 | 1,3 | 0,0 | 2,3 | 0,3 | 4,3 |
| 2010/11 | Ассеко Проком | Евролига         | 9  | 2  | 13,3 | 29,4 | 40,0 | 72,7  | 0,9 | 0,4 | 0,9 | 0,0 | 1,4 | 1,4 | 3,3 |
| Всего | Всего         | Всего            | 12 | 2  | 14,0 | 28,0 | 25,0 | 81,3  | 1,6 | 0,8 | 1,0 | 0,0 | 1,7 | 1,2 | 3,6 |
| Наведите курсор мыши на аббревиатуры в заголовке таблицы, чтобы прочесть их расшифровку Статистика приведена с сайта basketball.realgm.com |               |                  |    |    |      |      |      |       |     |     |     |     |     |     |     |